# Ihor Makarov
Ihor Makarov (Homel, 20 juli 1979) is een voormalig Wit-Russisch judoka. Makarov won tijdens de Olympische Zomerspelen 2004 de gouden medaille in het halfzwaargewicht, in de halve finale had hij de Nederlander Elco van der Geest verslagen. In 2010 werd Makarov Europees kampioen bij de zwaargewichten, op de Olympische Zomerspelen 2012 verloor Makarov de wedstrijd om het brons

## Resultaten
- Europese kampioenschappen judo 2002 in Maribor  in het halfzwaargewicht
- Europese kampioenschappen judo 2003 in Düsseldorf  in het halfzwaargewicht
- Wereldkampioenschappen judo 2003 in Osaka  in de halfzwaargewicht
- Olympische Zomerspelen 2004 in Ahene  in het halfzwaargewicht
- Europese kampioenschappen judo 2009 in Tbilisi  in het zwaargewicht
- Europese kampioenschappen judo 2010 in Wenen  in het zwaargewicht
- Olympische Zomerspelen 2012 in Londen 5e in het halfzwaargewicht

1972: Sjota Tsjotsjisjvili ·
1976: Kazuhiro Ninomiya ·
1980: Robert Van de Walle ·
1984: Ha Hyoung-zoo ·
1988: Aurélio Miguel ·
1992: Antal Kovács ·
1996: Paweł Nastula ·
2000: Kosei Inoue ·
2004: Ihor Makarov ·
2008: Tuvshinbayar Naidan · 
2012: Tagir Chajboelajev · 
2016: Lukáš Krpálek · 
2020: Aaron Wolf · 
2024: Zelym Kotsoiev